# Aeroportul Warri
Aeroportul Warri (IATA: QRW, ICAO: DNSU) este un aeroport din Osubi⁠(d), Statul Delta, Nigeria ce deservește zona Warri⁠(d). Aeroportul a fost tranzitat în decembrie 2018 de 0 pasageri. A fost numit după zona deservită.
Situat la o altitudine de 114 m, aeroportul dispune de o singură pistă.